# عبد الله عقيل
عبد الله عبد الرحمن عقيل آل علي (مواليد 20 أغسطس 1998، لاعب كرة قدم إماراتي يجيد اللعب في الدفاع.
لعب سابقاً في نادي الشارقة ونادي دبا الحصن ونادي التعاون.

## روابط خارجية
- عبد الله عقيل على موقع Soccerway.com (الإنجليزية)